# فيان دخيل
فيان دخيل شيخ سعيد خضر هي سياسية عراقية أيزيدية ولدت في سنة 1971  وهي حالياً عضوة في البرلمان العراقي عن قائمة التحالف الكردستاني وعضوة في الحزب الديمقراطي الكردستاني، فازت في انتخابات 2010 بمقعد عن محافظة نينوى وفي 2014 فازت أيضاً، تميزت في البرلمان العراقي بدفاعها عن حقوق الإيزيديين في العراق وعن حقوق الكرد عامةً.
تسلمت النائبة أيزيدية فيان دخيل، جائزة برونو كرايسكي لحقوق الإنسان للعام 2015 في العاصمة النمساوية فيينا وأشارت دخيل إلى ان التكريم “يشعرها بالفرح والفخر، لكن الفرح الحقيقي هو بمساعدة كل انسان يتعرض للظلم اينما كان، وانقاذ الإنسان وخاصة النساء من العبودية من قبضة التنظيمات الارهابية المتطرفة”.فيان دخيل تتسلم جائزة برونو كرايسكي لحقوق الإنسان.

## سقوط مروحية كانت على متنها
في 12 من أغسطس، 2014 كانت النائبة العراقية الأيزيدية على متن مروحية عراقية في عملية إغاثية لإيصال مساعدات للعراقيين الأيزيديين المحاصرين من داعش في قضاء سنجار بمحافظة الموصل العراقية، ولكن المروحية سقطت مما أدى إلى مقتل طيار المروحية وجرح النائبة وعدد من الأفراد ممن كانوا على متنها، المروحيه كان يقودها اللواء الطيار ماجد عبد السلام التميمي،
وسبب سقوط المروحية متضارب، ففيما أكد مصدر غير معلوم لصحيفة إخبارية على أن السبب هو الحمولة الزائدة التي جائت نتيجة لمحاولة الطيار إخلاء نحو 20 من الأيزيديين المحاصرين، قال المتحدث الرسمي للحكومة العراقية أن السبب هو عطل فنيّ أصاب الطائرة.

## جائزة بوليتكوفسكايا آنا 2014
تم تكريم فيان دخيل لعملها المهم في جلب الانتباه بخصوص محنة الشعب اليزيدي إلى المجتمع الدولي. وقد تمت تهنئتها من قبل البرلمان العراقي، وتكريمها من قبل شبكة النساء العراقيات في أكتوبر عام 2014، وبعد ذلك حصلت على لقب امرأة العام. وعندما فازت في جائزة بوليتكوفسكايا آنا 2014 تم تقديمها بالمقولة «الشجاعة اللازمة كي تصبح صوت الطائفة اليزيدية وعزمها على النضال من أجل حماية جميع اليزيدية والنساء العراقيات أخرى تحت حكم داعش، على الرغم من الخطر الذي واجهته باعتبارها امرأة يزيدية سياسية في مقابل داعش».
وكانت فيان توجت امرأة العام في عام 2015 مع جائزة فخرية للإنجازات العربية في دبي. نالت جائزة برونو كرايسكي في فيينا، ودرع نينوى التكريمي في يونيو عام 2015. مؤخرا، منحت جائزة جنيف قمة لحقوق الإنسان في جنيف، في فبراير 2016.